# Hockey Pro League femenina 2021-22
La Hockey Pro League femenina de 2021-2022 fue la tercera edición del campeonato de hockey sobre césped para equipos nacionales femeninos. El torneo, que se desarrolló del 13 de octubre de 2021 hasta el 26 de junio de 2022, fue ganado por Argentina. La selección de los Países Bajos terminó en segundo lugar, seguido por India en tercer lugar.

## Formato
Nueve equipos compiten en un torneo con formato de todos contra todos, con partidos ida y vuelta, jugados de octubre a junio.
Desde la segunda edición del torneo se mantiene el formato de ida y vuelta, pero este principio se divide en dos temporadas consecutivas y funciona de acuerdo con el siguiente ejemplo:
- En 2020, equipo A recibirá al equipo B dos veces en un par de días
- En 2021, equipo B recibirá al equipo A dos veces en un par de días

Si se cancela uno de los dos partidos entre dos equipos, el ganador del otro partido recibirá el doble de puntos.
Nueve equipos juegan entre sí en una ronda doble todos los años. Los nueve equipos de una liga tienen su plaza asegurada durante cuatro años. Una victoria en tiempo reglamentario vale tres puntos. En caso de empate, se lleva a cabo un desempate. El ganador del desempate obtiene dos puntos, el perdedor obtiene uno.

## Equipos
Los siguientes equipos participaron en el torneo:
- Argentina
- Australia
- Bélgica
- China
- Inglaterra
- Alemania
- India
- Países Bajos
- Nueva Zelanda
- España
- Estados Unidos

Los equipos de Australia y Nueva Zelanda tuvieron que retirarse por las restricciones de movimiento relacionadas con la pandemia de COVID-19. La FIH los reemplazó por los equipos de España e India.

## Resultados

### Posiciones
| Pos. | Equipo         | Pts. | PJ | G  | GSO | PSO | P  | GF | GC | Dif. |
| ---- | -------------- | ---- | -- | -- | --- | --- | -- | -- | -- | ---- |
| 1    | Argentina      | 42   | 16 | 13 | 0   | 3   | 0  | 43 | 18 | +25  |
| 2    | Países Bajos   | 38   | 16 | 10 | 4   | 0   | 2  | 42 | 16 | +26  |
| 3    | India          | 30   | 14 | 6  | 2   | 2   | 4  | 33 | 26 | +7   |
| 4    | Bélgica        | 28   | 16 | 9  | 0   | 1   | 6  | 35 | 20 | +15  |
| 5    | España         | 21   | 16 | 5  | 2   | 2   | 7  | 23 | 26 | −3   |
| 6    | Alemania       | 19   | 16 | 5  | 1   | 2   | 8  | 30 | 27 | +3   |
| 7    | Inglaterra     | 18   | 14 | 5  | 1   | 1   | 7  | 26 | 35 | −9   |
| 8    | China          | 15   | 16 | 3  | 3   | 0   | 10 | 19 | 42 | −23  |
| 9    | Estados Unidos | 5    | 16 | 1  | 0   | 2   | 13 | 13 | 54 | −41  |

 Fuente: FIH
Criterios de clasificación: 1) puntos; 2) partidos ganados; 3) diferencia de goles; 4) goles a favor; 5) resultados enfrentamientos entre sí; 6) goles de campo anotados.
Notas:
1. 1 2  Los partidos entre India y Inglaterra fueron pospuestos a petición del equipo Inglés y finalmente cancelados y contados como victorias de India.[6]

### Resultados
Todos los partidos se encuentran en horario local.
| 13 de octubre de 2021 | Países Bajos         | 2–0     | Bélgica | Estadio Wagener, Amstelveen                                |                                                            |
| 18:00                 | Welten 1' · Moes 52' | Reporte |         | Árbitra: Céline Martin-Schmets (BEL) Hannah Harrison (ENG) | Árbitra: Céline Martin-Schmets (BEL) Hannah Harrison (ENG) |

| 16 de octubre de 2021 | Bélgica         | 1–0     | Alemania | Royal Uccle Sport, Bruselas                       |                                                   |
| 14:00                 | Ballenghien 53' | Reporte |          | Árbitra: Alison Keogh (IRL) Hannah Harrison (ENG) | Árbitra: Alison Keogh (IRL) Hannah Harrison (ENG) |

| 17 de octubre de 2021 | Bélgica                            | 3–1     | Alemania | Royal Uccle Sport, Bruselas                       |                                                   |
| 14:00                 | Vanden Borre 10', 21' · De Mot 59' | Reporte | Kurz 40' | Árbitra: Hannah Harrison (ENG) Alison Keogh (IRL) | Árbitra: Hannah Harrison (ENG) Alison Keogh (IRL) |

| 10 de noviembre de 2021 | Países Bajos                     | 3–1     | Bélgica          | Estadio Wagener, Amstelveen                          |                                                      |
| 18:00                   | Burg 33' · Moes 36' · Welten 38' | Reporte | Vanden Borre 16' | Árbitra: Laurine Delforge (BEL) Coen van Bunge (NED) | Árbitra: Laurine Delforge (BEL) Coen van Bunge (NED) |

| 31 de enero de 2022 | China    | 1–7     | India                                                                              | Complejo Deportivo del Sultan Qaboos, Mascate, Omán |                                                 |
| 15:00               | Deng 43' | Reporte | Navneet 5' · Neha 12' · Vandana 40' · Sushila 47', 52' · Sharmila 48' · Gurjit 50' | Árbitra: Kang Hyun-young (KOR) Cookie Tan (SGP)     | Árbitra: Kang Hyun-young (KOR) Cookie Tan (SGP) |

| 1 de febrero de 2022 | China       | 1–2     | India          | Complejo Deportivo del Sultan Qaboos, Mascate, Omán  |                                                      |
| 15:00                | Wang S. 39' | Reporte | Gurjit 3', 49' | Árbitra: Junko Wagatsuma (JPN) Kang Hyun-young (KOR) | Árbitra: Junko Wagatsuma (JPN) Kang Hyun-young (KOR) |

| 4 de febrero de 2022 | Países Bajos | 1–0     | España | Estadio Betero, Valencia                          |                                                   |
| 13:30                | Matla 41'    | Reporte |        | Árbitra: Ivona Makar (CRO) Michelle Meister (GER) | Árbitra: Ivona Makar (CRO) Michelle Meister (GER) |

| 5 de febrero de 2022 | Países Bajos                                     | 2–2 (3–2 p.)               | España                                          | Estadio Betero, Valencia                    |                                             |
| 16:30                | Jansen 12', 25'                                  | Reporte                    | Álvarez 21' · Giné 36'                          | Árbitra: Ivona Makar (CRO) Bruce Bale (ENG) | Árbitra: Ivona Makar (CRO) Bruce Bale (ENG) |
|                      |                                                  | Tiros desde el punto penal |                                                 |                                             |                                             |
|                      | Sanders · Jansen · De Waard · Verschoor · Welten |                            | Iglesias · Strappato · Giné · L. Barrios · Segú |                                             |                                             |

| 12 de febrero de 2022 | Argentina                               | 3–1     | Bélgica      | CeNARD, Buenos Aires                                    |                                                         |
| 16:30                 | Trinchinetti 10', 58' · M. Granatto 55' | Reporte | Gerniers 12' | Árbitra: Irene Presenqui (ARG) Catalina Montesino (CHI) | Árbitra: Irene Presenqui (ARG) Catalina Montesino (CHI) |

| 13 de febrero de 2022 | Argentina               | 3–1     | Bélgica    | CeNARD, Buenos Aires                                    |                                                         |
| 16:30                 | Gorzelany 37', 43', 59' | Reporte | Breyne 11' | Árbitra: Catalina Montesino (CHI) Irene Presenqui (ARG) | Árbitra: Catalina Montesino (CHI) Irene Presenqui (ARG) |

| 19 de febrero de 2022 | Argentina                                         | 5–2     | Inglaterra                  | CeNARD, Buenos Aires                                    |                                                         |
| 19:00                 | Gorzelany 5', 39' · Jankunas 13', 55' · Thome 37' | Reporte | Pearne-Webb 23' · Rayer 38' | Árbitra: Catalina Montesino (CHI) Irene Presenqui (ARG) | Árbitra: Catalina Montesino (CHI) Irene Presenqui (ARG) |

| 20 de febrero de 2022 | Argentina                                                                            | 5–2     | Inglaterra           | CeNARD, Buenos Aires                                    |                                                         |
| 19:00                 | M. Granatto 5' · Triñanes 26' · Trinchinetti 28' · V. Granatto 35' · Albertarrio 49' | Reporte | Rayer 48' · Hunt 52' | Árbitra: Catalina Montesino (CHI) Irene Presenqui (ARG) | Árbitra: Catalina Montesino (CHI) Irene Presenqui (ARG) |

| 26 de febrero de 2022 | India                | 2–1     | España   | Estadio Kalinga, Bhubaneshwar                           |                                                         |
| 17:00                 | Jyoti 20' · Neha 52' | Reporte | Segú 18' | Árbitra: Céline Martin-Schmets (BEL) Deepak Joshi (IND) | Árbitra: Céline Martin-Schmets (BEL) Deepak Joshi (IND) |

| 27 de febrero de 2022 | India                                 | 3–4     | España                                                 | Estadio Kalinga, Bhubaneshwar                           |                                                         |
| 17:00                 | Sangita 10' · Salima 22' · Namita 49' | Reporte | B. García 4' · M. García 15' · Iglesias 24' · Giné 60' | Árbitra: Raghu Prasad (IND) Céline Martin-Schmets (BEL) | Árbitra: Raghu Prasad (IND) Céline Martin-Schmets (BEL) |

| 12 de marzo de 2022 | India                                            | 1–1 (1–2 p.)               | Alemania                                         | Estadio Kalinga, Bhubaneshwar                           |                                                         |
| 17:00               | Navneet 4'                                       | Reporte                    | Sippel 5'                                        | Árbitra: Céline Martin-Schmets (BEL) Javed Shaikh (IND) | Árbitra: Céline Martin-Schmets (BEL) Javed Shaikh (IND) |
|                     |                                                  | Tiros desde el punto penal |                                                  |                                                         |                                                         |
|                     | Sharmila · Navneet · Neha · Lalremsiami · Monika |                            | Fleschütz · Heinz · Strauss · Wiedermann · Nolte |                                                         |                                                         |

| 13 de marzo de 2022 | India                     | 1–1 (3–0 p.)               | Alemania                        | Estadio Kalinga, Bhubaneshwar                           |                                                         |
| 17:00               | Nisha 40'                 | Reporte                    | Wiedermann 29'                  | Árbitra: Céline Martin-Schmets (BEL) Raghu Prasad (IND) | Árbitra: Céline Martin-Schmets (BEL) Raghu Prasad (IND) |
|                     |                           | Tiros desde el punto penal |                                 |                                                         |                                                         |
|                     | Salima · Sangita · Sonika |                            | Stoffelsma · Frerichs · Strauss |                                                         |                                                         |

| 22 de marzo de 2022 | Alemania                        | 2–2 (0–3 p.)               | España                      | Deutscher Sportklub, Düsseldorf                         |                                                         |
| 15:30               | Maertens 14' · Zimmermann 56'   | Reporte                    | L. Barrios 38' · Segú 58'   | Árbitra: Alison Keogh (IRL) Céline Martin-Schmets (BEL) | Árbitra: Alison Keogh (IRL) Céline Martin-Schmets (BEL) |
|                     |                                 | Tiros desde el punto penal |                             |                                                         |                                                         |
|                     | Schröder · Zimmermann · Schwabe |                            | Giné · Jiménez · L. Barrios |                                                         |                                                         |

| 23 de marzo de 2022 | Alemania                        | 3–0     | España | Deutscher Sportklub, Düsseldorf               |                                               |
| 15:30               | Maertens 12', 43' · Micheel 36' | Reporte |        | Árbitra: Ben Göntgen (GER) Alison Keogh (IRL) | Árbitra: Ben Göntgen (GER) Alison Keogh (IRL) |

| 26 de marzo de 2022 | Alemania                       | 2–0     | Estados Unidos | Warsteiner HockeyPark, Mönchengladbach         |                                                |
| 14:00               | Granitzki 35' · Zimmermann 45' | Reporte |                | Árbitra: Alison Keogh (IRL) Sarah Wilson (SCO) | Árbitra: Alison Keogh (IRL) Sarah Wilson (SCO) |

| 27 de marzo de 2022 | Alemania                                                    | 4–0     | Estados Unidos | Warsteiner HockeyPark, Mönchengladbach          |                                                 |
| 12:00               | Micheel 22' · Zimmermann 47' · Gerstenhöfer 50' · Gräve 52' | Reporte |                | Árbitra: Michiel Otten (NED) Alison Keogh (IRL) | Árbitra: Michiel Otten (NED) Alison Keogh (IRL) |

| 2 de abril de 2022 | Países Bajos                    | 3–0     | Estados Unidos | Estadio Wagener, Amstelveen                     |                                                 |
| 18:00              | Moes 18' · Morgenstern 25', 40' | Reporte |                | Árbitra: Hannah Harrison (ENG) Bruce Bale (ENG) | Árbitra: Hannah Harrison (ENG) Bruce Bale (ENG) |

| 3 de abril de 2022 | Países Bajos                                                                                     | 10–0    | Estados Unidos | Estadio Wagener, Amstelveen                       |                                                   |
| 16:30              | Jansen 9', 23', 59' · Van Laarhoven 19' · Matla 37', 43' · Burg 42', 57' · Welten 51' · Moes 53' | Reporte |                | Árbitra: Sarah Wilson (SCO) Hannah Harrison (ENG) | Árbitra: Sarah Wilson (SCO) Hannah Harrison (ENG) |

| 8 de abril de 2022 | India                 | 2–1     | Países Bajos | Estadio Kalinga, Bhubaneshwar                  |                                                |
| 19:30              | Neha 11' · Sonika 28' | Reporte | Jansen 40'   | Árbitra: Deepak Joshi (IND) Raghu Prasad (IND) | Árbitra: Deepak Joshi (IND) Raghu Prasad (IND) |

| 9 de abril de 2022 | India                              | 1–1 (1–3 p.)               | Países Bajos                               | Estadio Kalinga, Bhubaneshwar                  |                                                |
| 15:30              | Rajwinder 1'                       | Reporte                    | Jansen 54'                                 | Árbitra: Javed Shaikh (IND) Deepak Joshi (IND) | Árbitra: Javed Shaikh (IND) Deepak Joshi (IND) |
|                    |                                    | Tiros desde el punto penal |                                            |                                                |                                                |
|                    | Jyoti · Neha · Navneet · Rajwinder |                            | Jansen · Fortuin · Morgenstern · Barentsen |                                                |                                                |

| 16 de abril de 2022 | Argentina                           | 3–1     | Estados Unidos | CeNARD, Buenos Aires                            |                                                 |
| 16:00               | Costa 34', 60' · Sánchez Moccia 35' | Reporte | Grega 30'      | Árbitra: Suzi Sutton (USA) Maggie Giddens (USA) | Árbitra: Suzi Sutton (USA) Maggie Giddens (USA) |

| 17 de abril de 2022 | Argentina                                 | 3–0     | Estados Unidos | CeNARD, Buenos Aires                                  |                                                       |
| 16:00               | V. Granatto 18', 34' · Sánchez Moccia 46' | Reporte |                | Árbitra: Suzi Sutton (USA) Germán Montes De Oca (ARG) | Árbitra: Suzi Sutton (USA) Germán Montes De Oca (ARG) |

| 23 de abril de 2022 | Estados Unidos | 1–3     | Inglaterra                                | Estadio Karen Shelton, Chapel Hill           |                                              |
| 14:00               | Matson 59'     | Reporte | Pearne-Webb 35' · Rayer 41' · Balsdon 54' | Árbitra: Tyler Klenk (CAN) Suzi Sutton (USA) | Árbitra: Tyler Klenk (CAN) Suzi Sutton (USA) |

| 24 de abril de 2022 | Estados Unidos                  | 2–2 (1–3 p.)               | Inglaterra                                       | Estadio Karen Shelton, Chapel Hill              |                                                 |
| 14:00               | Rodgers 11' · Grega 20'         | Reporte                    | Lock 48' · S. Hamilton 58'                       | Árbitra: Suzi Sutton (USA) Maggie Giddens (USA) | Árbitra: Suzi Sutton (USA) Maggie Giddens (USA) |
|                     |                                 | Tiros desde el punto penal |                                                  |                                                 |                                                 |
|                     | Moyer · Sessa · Matson · Yeager |                            | Hamilton · Bourne · Petter · Pearne-Webb · Rayer |                                                 |                                                 |

| 4 de mayo de 2022 | Alemania                                 | 3–4     | Inglaterra                                 | Warsteiner HockeyPark, Mönchengladbach                  |                                                         |
| 15:00             | Gablać 25' · Lorenz 29' · Zimmermann 52' | Reporte | Balsdon 25' · Bourne 33', 57' · Howard 47' | Árbitra: Céline Martin-Schmets (BEL) Sarah Wilson (SCO) | Árbitra: Céline Martin-Schmets (BEL) Sarah Wilson (SCO) |

| 5 de mayo de 2022 | Alemania                                               | 4–1     | Inglaterra | Warsteiner HockeyPark, Mönchengladbach                  |                                                         |
| 13:00             | Stapenhorst 2' · Lorenz 6' · Gablać 55' · Maertens 58' | Reporte | Martin 50' | Árbitra: Céline Martin-Schmets (BEL) Sarah Wilson (SCO) | Árbitra: Céline Martin-Schmets (BEL) Sarah Wilson (SCO) |

| 14 de mayo de 2022 | España | 0–1     | Argentina      | Estadio Betero, Valencia                           |                                                    |
| 13:00              |        | Reporte | V. Granatto 4' | Árbitra: Laurine Delforge (BEL) Steve Rogres (AUS) | Árbitra: Laurine Delforge (BEL) Steve Rogres (AUS) |

| 15 de mayo de 2022 | España | 0–1     | Argentina       | Estadio Betero, Valencia                       |                                                |
| 13:00              |        | Reporte | Albertarrio 31' | Árbitra: Liu Xiaoying (CHN) Steve Rogres (AUS) | Árbitra: Liu Xiaoying (CHN) Steve Rogres (AUS) |

| 17 de mayo de 2022 | China       | 1–3     | Argentina                                         | Estadio Betero, Valencia                           |                                                    |
| 13:30              | Chen L. 57' | Reporte | Gorzelany 21' · Albertarrio 43' · V. Granatto 51' | Árbitra: Laurine Delforge (BEL) Liu Xiaoying (CHN) | Árbitra: Laurine Delforge (BEL) Liu Xiaoying (CHN) |

| 18 de mayo de 2022 | China     | 1–3     | Argentina                                       | Estadio Betero, Valencia                          |                                                   |
| 13:30              | Gu B. 19' | Reporte | Jankunas 36' · Gorzelany 52' · Trinchinetti 57' | Árbitra: Ben Göntgen (GER) Laurine Delforge (BEL) | Árbitra: Ben Göntgen (GER) Laurine Delforge (BEL) |

| 20 de mayo de 2022 | Bélgica        | 1–2     | España                     | Wilrijkse Plein Amberes, Amberes              |                                               |
| 18:00              | Ballenghien 5' | Reporte | L. Barrios 43' · Oliva 52' | Árbitra: Sarah Wilson (SCO) Ivona Makar (CRO) | Árbitra: Sarah Wilson (SCO) Ivona Makar (CRO) |

| 21 de mayo de 2022 | Alemania | 1–2     | Argentina                        | Ernst Reuter Sportfeld, Berlín                    |                                                   |
| 13:30              | Huse 41' | Reporte | Trinchinetti 22' · Gorzelany 51' | Árbitra: Hannah Harrison (ENG) Alison Keogh (IRL) | Árbitra: Hannah Harrison (ENG) Alison Keogh (IRL) |

| 21 de mayo de 2022 | Inglaterra                                | 1–1 (3–4 p.)               | China                       | Lee Valley Hockey and Tennis Centre, Londres       |                                                    |
| 15:30              | Howard 39'                                | Reporte                    | Gu B. 60+'                  | Árbitra: Michelle Meister (GER) Liu Xiaoying (CHN) | Árbitra: Michelle Meister (GER) Liu Xiaoying (CHN) |
|                    |                                           | Tiros desde el punto penal |                             |                                                    |                                                    |
|                    | Howard · Martin · Owsley · Peel · Balsdon |                            | Luo · Li · Zhang X. · Zhong |                                                    |                                                    |

| 21 de mayo de 2022 | Bélgica                                 | 3–0     | España | Wilrijkse Plein Amberes, Amberes              |                                               |
| 18:00              | Marien 20' · Ballenghien 27' · Raye 56' | Reporte |        | Árbitra: Sarah Wilson (SCO) Ivona Makar (CRO) | Árbitra: Sarah Wilson (SCO) Ivona Makar (CRO) |

| 22 de mayo de 2022 | Alemania   | 1–3     | Argentina                        | Ernst Reuter Sportfeld, Berlín                    |                                                   |
| 11:30              | Lorenz 26' | Reporte | M. Granatto 1', 33' · Cedrés 11' | Árbitra: Hannah Harrison (ENG) Alison Keogh (IRL) | Árbitra: Hannah Harrison (ENG) Alison Keogh (IRL) |

| 22 de mayo de 2022 | Inglaterra  | 1–3     | China                                    | Lee Valley Hockey and Tennis Centre, Londres       |                                                    |
| 14:30              | Balsdon 11' | Reporte | Gu B. 23' · Zhang Xin. 32' · Chen Y. 57' | Árbitra: Michelle Meister (GER) Liu Xiaoying (CHN) | Árbitra: Michelle Meister (GER) Liu Xiaoying (CHN) |

| 28 de mayo de 2022 | Países Bajos                        | 1–1 (4–2 p.)               | Argentina                                    | R.K.H.V. Union, Nimega                            |                                                   |
| 13:00              | Matla 29'                           | Reporte                    | M. Granatto 58'                              | Árbitra: Ivona Makar (CRO) Michelle Meister (GER) | Árbitra: Ivona Makar (CRO) Michelle Meister (GER) |
|                    |                                     | Tiros desde el punto penal |                                              |                                                   |                                                   |
|                    | Matla · Jansen · Fortuin · De Waard |                            | V. Granatto · Albertario · Thome · Gorzelany |                                                   |                                                   |

| 28 de mayo de 2022 | Inglaterra                            | 3–1     | España   | Lee Valley Hockey and Tennis Centre, Londres       |                                                    |
| 14:30              | Ansley 22' · Owsley 28' · Balsdon 46' | Reporte | Giné 41' | Árbitra: Laurine Delforge (BEL) Sarah Wilson (SCO) | Árbitra: Laurine Delforge (BEL) Sarah Wilson (SCO) |

| 29 de mayo de 2022 | Países Bajos                                            | 1–1 (3–2 p.)               | Argentina                                                                   | R.K.H.V. Union, Nimega                                 |                                                        |
| 13:00              | Jansen 37'                                              | Reporte                    | M. Granatto 43'                                                             | Árbitra: Céline Martin-Schmets (BEL) Ivona Makar (CRO) | Árbitra: Céline Martin-Schmets (BEL) Ivona Makar (CRO) |
|                    |                                                         | Tiros desde el punto penal |                                                                             |                                                        |                                                        |
|                    | Sanders · Matla · Fortuin · Jansen · De Waard · Sanders |                            | Sánchez Moccia · Albertario · Toccalino · Cedrés · V. Granatto · Albertario |                                                        |                                                        |

| 29 de mayo de 2022 | Inglaterra | 0–2     | España              | Lee Valley Hockey and Tennis Centre, Londres       |                                                    |
| 14:30              |            | Reporte | Giné 20' · Segú 60' | Árbitra: Laurine Delforge (BEL) Sarah Wilson (SCO) | Árbitra: Laurine Delforge (BEL) Sarah Wilson (SCO) |

| 4 de junio de 2022 | Inglaterra                           | 3–1     | Países Bajos  | Lee Valley Hockey and Tennis Centre, Londres   |                                                |
| 14:00              | Toman 20' · Petter 42' · Balsdon 52' | Reporte | Kerstholt 49' | Árbitra: Alison Keogh (IRL) Sarah Wilson (SCO) | Árbitra: Alison Keogh (IRL) Sarah Wilson (SCO) |

| 4 de junio de 2022 | España                                                                                        | 1–1 (3–4 p.)               | China                                               | Estadio Olímpico de Tarrasa, Tarrasa                  |                                                       |
| 21:30              | F. Amundson 8'                                                                                | Reporte                    | Gu B. 2'                                            | Árbitra: Hannah Harrison (ENG) Michelle Meister (GER) | Árbitra: Hannah Harrison (ENG) Michelle Meister (GER) |
|                    |                                                                                               | Tiros desde el punto penal |                                                     |                                                       |                                                       |
|                    | Iglesias · Strappato · López García · Segú · Jiménez Vicente · Jiménez Vicente · López García |                            | Li H. · Zhang Xia. · Luo · Wang · Zhu · Luo · Li J. |                                                       |                                                       |

| 5 de junio de 2022 | Inglaterra | 1–2     | Países Bajos                     | Lee Valley Hockey and Tennis Centre, Londres   |                                                |
| 13:00              | Rayer 10'  | Reporte | Van den Assem 39' · Clasener 42' | Árbitra: Alison Keogh (IRL) Sarah Wilson (SCO) | Árbitra: Alison Keogh (IRL) Sarah Wilson (SCO) |

| 5 de junio de 2022 | España                                | 4–0     | China | Estadio Olímpico de Tarrasa, Tarrasa                  |                                                       |
| 21:30              | Giné 7', 37' · García 15' · Oliva 59' | Reporte |       | Árbitra: Hannah Harrison (ENG) Michelle Meister (GER) | Árbitra: Hannah Harrison (ENG) Michelle Meister (GER) |

| 7 de junio de 2022 | Bélgica                                         | 3–1     | China        | Wilrijkse Plein Amberes, Amberes                        |                                                         |
| 20:30              | Englebert 11' · 'T Serstevens 14' · Struijk 31' | Reporte | Zhang Y. 53' | Árbitra: Liu Xiaoying (CHN) Céline Martin-Schmets (BEL) | Árbitra: Liu Xiaoying (CHN) Céline Martin-Schmets (BEL) |

| 8 de junio de 2022 | Bélgica                                  | 1–1 (0–2 p.)               | China                               | Wilrijkse Plein Amberes, Amberes                        |                                                         |
| 20:30              | De Mot 45'                               | Reporte                    | Gu B. 23'                           | Árbitra: Liu Xiaoying (CHN) Céline Martin-Schmets (BEL) | Árbitra: Liu Xiaoying (CHN) Céline Martin-Schmets (BEL) |
|                    |                                          | Tiros desde el punto penal |                                     |                                                         |                                                         |
|                    | Versavel · De Mot · Ballenghien · Breyne |                            | Luo · Li H. · Chen Ya. · Zhang Xia. |                                                         |                                                         |

| 11 de junio de 2022 | España                                                       | 1–1 (4–2 p.)               | Estados Unidos                  | Wilrijkse Plein Amberes, Amberes                       |                                                        |
| 11:00               | Oliva 29'                                                    | Reporte                    | Marshall 27'                    | Árbitra: Michelle Meister (GER) Laurine Delforge (BEL) | Árbitra: Michelle Meister (GER) Laurine Delforge (BEL) |
|                     |                                                              | Tiros desde el punto penal |                                 |                                                        |                                                        |
|                     | Jiménez Vicente · Giné · L. Barrios · Iglesias · F. Amundson |                            | Caarls · Matson · Moyer · Grega |                                                        |                                                        |

| 11 de junio de 2022 | Alemania                    | 2–3     | Países Bajos                          | Der Club an der Alster, Hamburgo                       |                                                        |
| 13:30               | Strauss 7' · Zimmermann 22' | Reporte | Albers 33' · Welten 42' · Sanders 55' | Árbitra: Ivona Makar (CRO) Céline Martin-Schmets (BEL) | Árbitra: Ivona Makar (CRO) Céline Martin-Schmets (BEL) |

| 11 de junio de 2022 | Bélgica                    | 2–1     | India           | Wilrijkse Plein Amberes, Amberes                  |                                                   |
| 14:00               | Nelen 3' · Ballenghien 35' | Reporte | Lalremsiami 48' | Árbitra: Liu Xiaoying (CHN) Hannah Harrison (ENG) | Árbitra: Liu Xiaoying (CHN) Hannah Harrison (ENG) |

| 12 de junio de 2022 | España                                | 3–2     | Estados Unidos           | Wilrijkse Plein Amberes, Amberes                   |                                                    |
| 11:00               | S. Barrios 36' · García Grau 57', 58' | Reporte | Matson 29' · Hoffman 54' | Árbitra: Laurine Delforge (BEL) Liu Xiaoying (CHN) | Árbitra: Laurine Delforge (BEL) Liu Xiaoying (CHN) |

| 12 de junio de 2022 | Alemania       | 1–3     | Países Bajos                         | Der Club an der Alster, Hamburgo                       |                                                        |
| 11:30               | Zimmermann 35' | Reporte | Moes 10' · De Waard 22' · Jansen 42' | Árbitra: Ivona Makar (CRO) Céline Martin-Schmets (BEL) | Árbitra: Ivona Makar (CRO) Céline Martin-Schmets (BEL) |

| 12 de junio de 2022 | Bélgica                                                                 | 5–0     | India | Wilrijkse Plein Amberes, Amberes                      |                                                       |
| 14:00               | Nelen 2' · Englebert 4' · Raye 19' · Vanden Borre 23' · Ballenghien 36' | Reporte |       | Árbitra: Hannah Harrison (ENG) Michelle Meister (GER) | Árbitra: Hannah Harrison (ENG) Michelle Meister (GER) |

| 18 de junio de 2022 | China                     | 3–2     | Estados Unidos           | Estadio Hazelaarweg, Róterdam                     |                                                   |
| 11:30               | Li H. 21' · Yuan 22', 50' | Reporte | Coruse 51' · Rodgers 57' | Árbitra: Laurine Delforge (BEL) Ivona Makar (CRO) | Árbitra: Laurine Delforge (BEL) Ivona Makar (CRO) |

| 18 de junio de 2022 | India                             | 3–3 (2–1 p.)               | Argentina                                                          | Estadio Hazelaarweg, Róterdam                           |                                                         |
| 14:00               | Lalremsiami 4' · Gurjit 37', 51'  | Reporte                    | Gorzelany 22', 37', 45'                                            | Árbitra: Liu Xiaoying (CHN) Céline Martin-Schmets (BEL) | Árbitra: Liu Xiaoying (CHN) Céline Martin-Schmets (BEL) |
|                     |                                   | Tiros desde el punto penal |                                                                    |                                                         |                                                         |
|                     | Sharmila · Neha · Monika · Sonika |                            | Jankunas · M. Granatto · Sánchez Moccia · V. Granatto · Albertario |                                                         |                                                         |

| 18 de junio de 2022 | Inglaterra               | 2–1     | Bélgica    | Lee Valley Hockey and Tennis Centre, Londres       |                                                    |
| 14:00               | Howard 42' · Balsdon 51' | Reporte | Struijk 6' | Árbitra: Alison Keogh (IRL) Michelle Meister (GER) | Árbitra: Alison Keogh (IRL) Michelle Meister (GER) |

| 19 de junio de 2022 | China       | 1–2     | Estados Unidos           | Estadio Hazelaarweg, Róterdam                          |                                                        |
| 11:30               | Zhang Y. 6' | Reporte | Hoffman 14' · Hammel 32' | Árbitra: Céline Martin-Schmets (BEL) Ivona Makar (CRO) | Árbitra: Céline Martin-Schmets (BEL) Ivona Makar (CRO) |

| 19 de junio de 2022 | Inglaterra | 1–4     | Bélgica                                | Lee Valley Hockey and Tennis Centre, Londres       |                                                    |
| 13:00               | Howard 41' | Reporte | Vanden Borre 12', 33' · Rasir 28', 55' | Árbitra: Alison Keogh (IRL) Michelle Meister (GER) | Árbitra: Alison Keogh (IRL) Michelle Meister (GER) |

| 19 de junio de 2022 | India                  | 2–3     | Argentina                                    | Estadio Hazelaarweg, Róterdam                      |                                                    |
| 14:00               | Salima 23' · Grace 48' | Reporte | Thome 38' · Trinchinetti 41' · Gorzelany 43' | Árbitra: Liu Xiaoying (CHN) Laurine Delforge (BEL) | Árbitra: Liu Xiaoying (CHN) Laurine Delforge (BEL) |

| 21 de junio de 2022 | Estados Unidos           | 2–4     | India                                              | Estadio Hazelaarweg, Róterdam                           |                                                         |
| 16:30               | Grega 28' · Konerth 45+' | Reporte | Grace 31' · Navneet 32' · Sonika 40' · Vandana 50' | Árbitra: Liu Xiaoying (CHN) Céline Martin-Schmets (BEL) | Árbitra: Liu Xiaoying (CHN) Céline Martin-Schmets (BEL) |

| 21 de junio de 2022 | China        | 1–2     | Países Bajos                | Estadio Hazelaarweg, Róterdam                    |                                                  |
| 19:00               | Chen Ya. 32' | Reporte | Leurink 29' · Verschoor 52' | Árbitra: Laurine Delforge (BEL) Bruce Bale (ENG) | Árbitra: Laurine Delforge (BEL) Bruce Bale (ENG) |

| 22 de junio de 2022 | Estados Unidos | 0–4     | India                                       | Estadio Hazelaarweg, Róterdam                |                                              |
| 16:30               |                | Reporte | Vandana 39', 54' · Sonika 54' · Sangita 57' | Árbitra: Liu Xiaoying (CHN) Bruce Bale (ENG) | Árbitra: Liu Xiaoying (CHN) Bruce Bale (ENG) |

| 22 de junio de 2022 | China | 0–6     | Países Bajos                                                  | Estadio Hazelaarweg, Róterdam                               |                                                             |
| 19:00               |       | Reporte | Verschoor 13' · Albers 15' · Matla 18', 32', 35' · Welten 45' | Árbitra: Laurine Delforge (BEL) Céline Martin-Schmets (BEL) | Árbitra: Laurine Delforge (BEL) Céline Martin-Schmets (BEL) |

| 25 de junio de 2022 | Estados Unidos | 0–5     | Bélgica                                              | HC 's-Hertogenbosch, Bolduque                       |                                                     |
| 11:30               |                | Reporte | Versavel 29', 38' · Raye 48', 56' · Vanden Borre 48' | Árbitra: Liu Xiaoying (CHN) Sophie Bockelmann (GER) | Árbitra: Liu Xiaoying (CHN) Sophie Bockelmann (GER) |

| 25 de junio de 2022 | China                                | 3–0     | Alemania | HC 's-Hertogenbosch, Bolduque                |                                              |
| 14:00               | Li H. 10' · Zhang Y. 12' · Gu B. 51' | Reporte |          | Árbitra: Kelly Hudson (NZL) Emi Yamada (JPN) | Árbitra: Kelly Hudson (NZL) Emi Yamada (JPN) |

| 26 de junio de 2022 | Estados Unidos | 0–3     | Bélgica                                       | HC 's-Hertogenbosch, Bolduque                       |                                                     |
| 11:00               |                | Reporte | Ballenghien 26' · Gerniers 37' · Versavel 52' | Árbitra: Liu Xiaoying (CHN) Sophie Bockelmann (GER) | Árbitra: Liu Xiaoying (CHN) Sophie Bockelmann (GER) |

| 26 de junio de 2022 | China | 0–4     | Alemania                            | HC 's-Hertogenbosch, Bolduque                |                                              |
| 13:30               |       | Reporte | Maertens 13', 24', 28' · Pieper 56' | Árbitra: Kelly Hudson (NZL) Emi Yamada (JPN) | Árbitra: Kelly Hudson (NZL) Emi Yamada (JPN) |

|  | India | Cancelado | Inglaterra |  |  |

|  | India | Cancelado | Inglaterra |  |  |